# Pic Lénine
Le pic Lénine (en russe : Пик Ленина, Pik Lenina), renommé pic Abu Ali Ibn Sina (Avicenne) au Tadjikistan en 2006, appelé à l’origine mont Kaufmann, est avec une altitude de 7 134 m le plus haut sommet du chaînon Trans-Alaï en Asie centrale et le deuxième du Pamir, uniquement dépassé par le pic Ismail Samani (7 495 m). Il se trouve sur la frontière entre le Kirghizistan et le Tadjikistan.
Il est le 7 000 m le plus gravi au monde.

## Histoire
La montagne tient son nom du révolutionnaire russe et premier chef de l'Union soviétique, Lénine. On crut que le pic Lénine était le plus haut sommet de l'Union soviétique jusqu'à ce qu’en 1933 le pic Ismail Samani (alors appelé « pic Staline ») soit escaladé et son altitude précisément mesurée.
Le pic Lénine est gravi pour la première fois en 1928 par Karl Wien, Eugene Allwein et Erwin Schneider, membres d’une expédition germano-soviétique. En 1934, l'alpiniste Vitali Abalakov y porte un buste de Lénine.
En 1974, de nombreuses expéditions internationales tentent l'ascension du pic Lénine. En août de cette année, toute une cordée, constituée uniquement d'alpinistes féminines russes (huit femmes au total, dont Elvira Chataïeva), est tuée alors qu'elle est bloquée par le mauvais temps au niveau du sommet. En 1990, une avalanche déclenchée par un tremblement de terre tombe sur le camp II et tue 43 alpinistes. C'est l'accident le plus meurtrier de l'histoire de l'alpinisme[réf. nécessaire].
En 1990, Pavel Smolin bat un record d'altitude à plus de 6 400 mètres en traîneau à chiens.

## Alpinisme
Il existe seize voies connues sur le pic Lénine. Neuf sont sur la face sud et sept sur la face nord. Le pic est assez couru des alpinistes et est un des « sept mille » les plus gravis, en raison de son accès facile et de l’absence de difficultés de certaines voies. Cependant, le pic, comme souvent à ces altitudes, a connu de nombreux accidents.
Le camp de base est à Atchik Tash (3 750 m). Le début de l'ascension vers le camp I (4 200 mètres) emprunte le col des Voyageurs (4 200 m). Le camp II est à 5 200 mètres. Le camp III est à 6 000 mètres. Il est situé sur le col qui sépare le Rasedlnje et l'arête est du pic Lénine.
La zone du sommet est très plate et est constituée de nombreux petits « sommets ». Il est par conséquent difficile d'identifier le sommet officiel.
L'ascension des cinq sommets de plus de 7 000 mètres de l'ancienne URSS, dont fait partie le pic Lénine avec le pic Ismail Samani (7 495 m), le pic Pobedy (7 439 m), le pic Korjenevskoï (7 105 m) et le Khan Tengri (7 010 m), est récompensée par le « prix Léopard des Neiges ».